# Bárbara Seixas
Bárbara Seixas de Freitas (Río de Janeiro, 8 de marzo de 1987) es una jugadora de voleibol de playa brasileña, campeona mundial y campeona del World Tour en 2015 y medallista olímpica en 2016.

## Carrera profesional
Formó pareja con Carolina Solberg entre 2003 y 2004 y fueron dos veces subcampeonas del mundo en categoría infantil y juvenil. En la temporada 2005-2006 hizo equipo con Carolina Aragão y en 2005 ganaron el título mundial en la categoría sub-18. Al año siguiente, ganó el Campeonato del Mundo en la categoría sub-20. En 2007 compitió en el mismo campeonato mundial con su compañera Lili.
En 2009 formó sociedad con Neide, ganando el Mundial Satélite y el Mundial Challenger, quedando decimoséptimo en el Abierto de La Haya. Aún en 2009, formó pareja solo para la competencia de los I Juegos Sudamericanos de Playa, en Punta del Este, ganando el bronce junto a Fabi, superando a las anfitrionas Karina Cardozo y Nani por 2 sets a 0 (21/13 y 21/11). En 2011, haciendo equipo con Elize Maia, volvió a conquistar el bronce en los II Juegos Sudamericanos de Playa, en Manta, cuando derrotaron a las uruguayas Lucia Guigou y Fabiana Gomez por 2 a 1 (21/16, 11/21 y 15/8).
En la jornada 2012, cambia de pareja y juega junto a Ágatha Bednarczuk, conquistando este año el título de la etapa chilena del Circuito Sudamericano 2011-12 en la ciudad de Viña del Mar, compitió en nueve etapas. del Circuito Mundial de 2012, colocándose cuadragésimo primero en el Abierto de Brasilia, vigésimo quinto en el Abierto de Sanya, noveno en el Stare Jablonki Grand Slam y Aland Open, quinto en el Grand Slam de Berlín y el Abierto de Bangsaen, Tailandia, ganó el bronce. Además, obtuvo el tercer puesto en la etapa Challenger de Aracaju del Circuito Banco do Brasil 2012 y subcampeón en la etapa Recife de ese circuito; obteniendo en el período 2012-13 los títulos en las etapas de João Pessoa, Maceió y Brasilia y los subcampeonatos en las etapas de Cuiabá y Belo Horizonte, conquistando el título general del Circuito Nacional Banco do Brasil 2012-13.

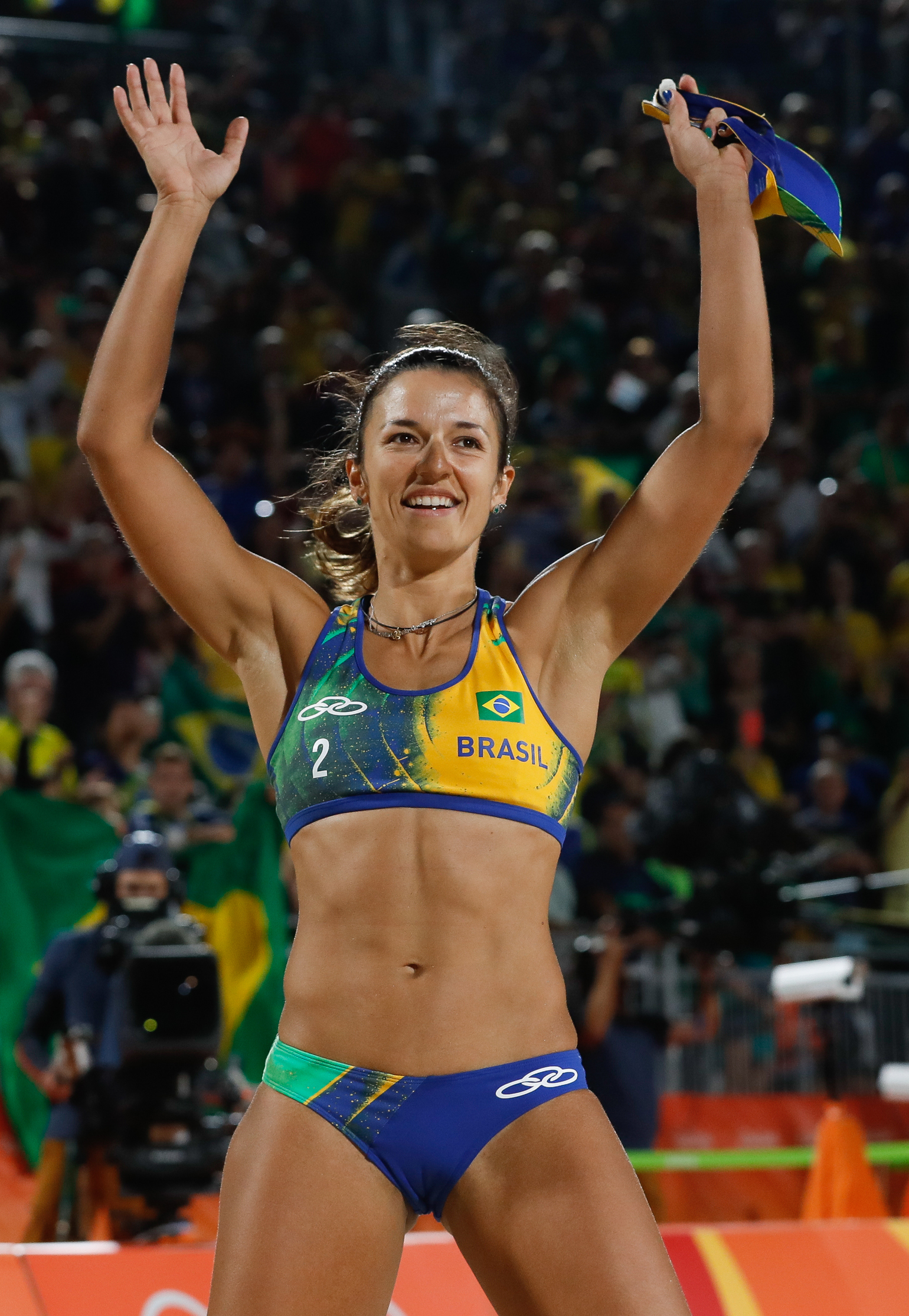
Seixas durante la final de voleibol de playa de los Juegos Olímpicos de Río de Janeiro 2016.

En la temporada 2013, volvió a hacer equipo con Lili, terminando en quinto lugar tanto en el Abierto de China como en el Grand Slam de Shanghái. También esta temporada, terminó noveno en el Grand Slam de Corrientes y el Grand Slam de La Haya, en preparación para el Mundial de Polonia. En el Mundial, junto a Lili, fueron las únicas representantes brasileñas en avanzar a la segunda fase. A los octavos de final llegaba con una campaña de cuatro victorias sin perder un set. Tuvieron que enfrentarse a la dupla holandesa Sanne Keizer y Marleen Van Iersel y vencerlas por 2 a 1 (21/14, 18/21 y 15/12), con una gran actuación de Bárbara que anotó 18 puntos, 16 de ataque y 2 para el saque, aun logrando hacer 8 defensas. En cuartos de final se enfrentaron a las italianas Greta Cicolari y Marta Menegatti y las vencieron por 2 a 1 (20/22, 21/15 y 15/13). Repitiendo una buena actuación, Bárbara tuvo 17 puntos en ataque y 1 en servicio, aportando también con 11 defensas, avanzando así a la semifinal. En semifinales se enfrentaron a la dupla china Xue Chen y Zhang Xi y perdieron por 2 a 0 (21/11 y 21/17), sin poder superar el buen saque de los contrarios. En la disputa por la medalla de bronce, las estadounidenses April Ross y Whitney Pavlik vencieron por 2 a 0 (21/18 y 21/15).
Después de la Copa del Mundo de 2013, hizo equipo con Lili, en ese momento elegida por el entonces entrenador Marcos Miranda, de la selección brasileña de Voleibol de Playa y jugó en el Gstaad Grand Slam, derrotando a la dupla alemana Laura Ludwig y Kira Walkenhorst en la final. Semifinales por 2 a 0 (21/18 y 21/15). Por primera vez llegan a la final de una etapa del World Tour, enfrentándose a los campeones mundiales chinos Xue Chen y Zhang Xi, nuevamente, como la copa del mundo, no pudieron vencerlos, perdiendo por 2 a 0 (21/ 16 y 21/14); sin embargo, tras la inédita medalla de plata, se mantuvo en el segundo lugar del ranking mundial.

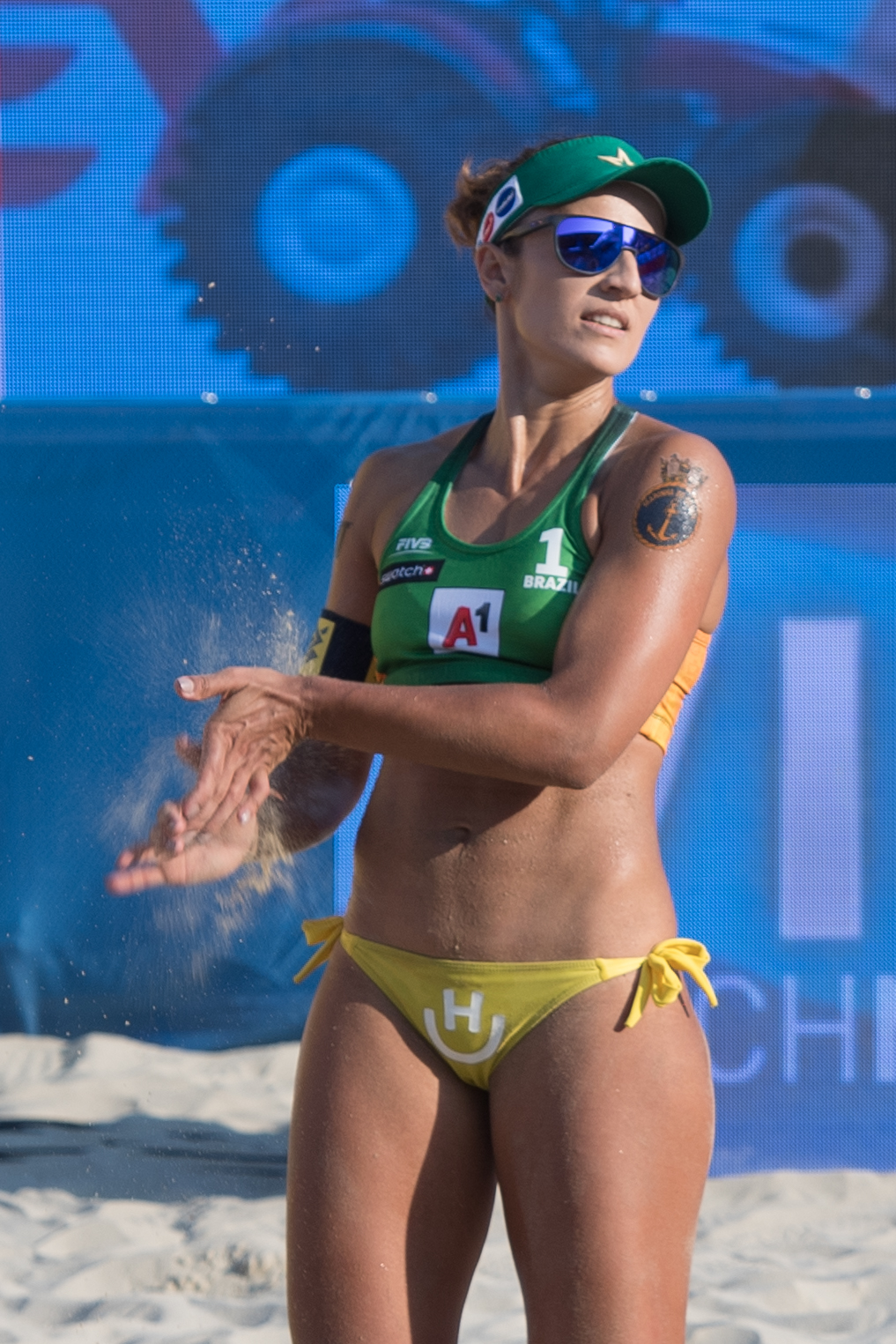
Seixas durante el FIVB Beach Volleyball Major Series en 2018.

Volvió a formar equipo con Ágatha Bednarczuk en el período siguiente, ganando los títulos válidos para el Circuito Banco do Brasil 2013-14 en las etapas de Guarujá, São Luís y João Pessoa, quedando subcampeona en las etapas de São José y Maceió y tercera en las etapas de Vitória, Río de Janeiro y Natal, logros que les valieron el segundo campeonato general del Circuito Nacional Banco do Brasil, siendo premiados como el atleta con la Mejor Recepción de 2013-14.
Nuevamente al lado de Bárbara, compitió en etapas del World Tour en 2014, alcanzando el vigésimo quinto puesto en el Grand Slam de São Paulo, el noveno puesto en el Open de Fuzhou, lo mismo ocurrió en el Grand Slam de Moscú; y todavía quedó quinto en los Grand Slams de Berlín, Stavanger, Gstaad, La Haya y Stare Jablonki, medallas de bronce en los Grand Slams de Klagenfurt y Shanghái, además de obtener plata en el Grand Slam de Long Beach y oro en el Puerto Aberto Vallarta. Por el Circuito Brasileño, fue subcampeón en las etapas de Campinas y Vitória, tercer lugar en las etapas de Porto Alegre, São José y João Pessoa y cuarto lugar en la etapa de Niterói, juntos compitieron en la primera edición de la Super Praia A 2014 y terminó en quinto lugar.
En 2015 ganó una medalla de oro sin precedentes en el Campeonato Mundial de Voleibol de Playa en La Haya, Países Bajos, y meses después de este logro fueron medallistas de bronce en las Finales del Circuito Mundial en el mismo año, y obtiene el título de la temporada 2015 del Circuito Mundial, siendo premiado junto a Bárbara Seixas como la Mejor Pareja del año por la FIVB y fueron convocados a la selección brasileña de Voleibol de Playa para competir en los Juegos Olímpicos de 2016 en Río de Janeiro.
En la temporada 2016, continuó compitiendo junto a Ágatha Bednarczuk, y ganó el título en la etapa João Pessoa y ganó el campeonato Super Praia A en la ciudad de João Pessoa. Ágata y Bárbara ganaron la medalla de plata en los Juegos Olímpicos de Verano de 2016 cuando fueron derrotadas en el partido final por el dúo alemán Laura Ludwig y Kira Walkenhorst.

## Vida personal
Bárbara está casada con el entrenador de voleibol de playa Ricardo Freitas.